# Rachel Fernhout-Pellekaan
Rachel Louise Fernhout-Pellekaan (Klundert, 17 april 1905 - Clermont-Ferrand, 1989) was een Nederlands tekenaar en illustrator. Daarnaast was zij docent modetekenen en Frans, evenals schrijfster in het Frans. Zij verfranste haar achternaam ook wel naar Pellekan.

## Biografie
Rachel Pellekaan had een Nederlandse vader en een Franse moeder: ze was het enige kind van notaris Christoffel Pellekaan en Isabelle Colas. Ze woonde na het overlijden van haar vader (door suïcide), in 1909, bij haar grootmoeder in Saint-Gratien bij Parijs. Haar moeder overleed waarschijnlijk kort na het overlijden van haar vader. Toen zij 16 jaar was kwam zij weer naar Nederland en stond daar onder voogdij. Zij vervolgde haar schoolopleiding in het meisjespensionaat Regina Coeli in Vught. In 1969 publiceerde ze onder de naam A.L.R. Fernhout in De Gids het autobiografische verhaal 'De neef uit Holland', waarin ze haar indrukken van de reis en de aankomst bij een tante in Soestdijk in detail beschrijft. Ten tijde van de publicatie woonde ze in Bergen (NH). In deze tijd was ze ook werkzaam als docent Frans.
Pellekaan slaagde in 1922 voor het examen Frans M.O. Akte A. Daarna volgde zij – heimelijk, want haar familie wilde niet dat zij de kunstwereld in ging – een kunstzinnige opleiding aan de Rijksnormaalschool voor Teekenonderwijzers in Amsterdam,  daar kreeg zij onder andere les van Huib Luns. In Parijs volgde ze een opleiding bij de Academie Libre. Ze verdiende er de kost met het maken van illustraties, wat ze voortzette toen ze om gezondheidsredenen naar Nederland terugkeerde.
Pellekaan ging in september 1932 samenwonen met de zeven jaar jongere schilder Edgar Fernhout. Op 10 december 1934 trouwden ze in Amsterdam, waar ze woonden aan het Frederiksplein. Rachel illustreerde toen voor de Haagsche Post en werkte als docent modetekenen aan de Nieuwe Kunstschool in Amsterdam. Tot haar leerlingen behoorde Elly Premsela. In februari 1936 kreeg zij een "bloedspuwing" terwijl ze met Fernhout bij het echtpaar René en Lotte Schorer logeerde, waarna zij met een ernstige longaandoening in het ziekenhuis werd opgenomen. en moest stoppen met haar werk als docent. Na het ontslag uit het ziekenhuis sterkte ze enige tijd aan in Bilthoven.
In de periode 1936 - 1939 woonde het echtpaar in een klein appartement in het Italiaanse Alassio, vanwege de zwakke gezondheid van Rachel. Hun verblijf werd gefinancierd door een fonds waarvoor de moeder van Rachels man, Charley Toorop, zich inzette. Onder meer genoemde Schorer droeg daaraan bij, in ruil voor werken die hij van Fernhout ontving. Het klimaat in Alassio had een gunstig effect op de gezondheid van Rachel Fernhout. Zij kreeg er ook rust om te tekenen. Zij tekende het landschap daar en ook de tuin bij hun appartement.
Rond het begin van de Tweede Wereldoorlog verhuisde het echtpaar Fernhout vanwege de oorlogsdreiging naar Bergen, kort nadat Rachel verhuisd was naar Aix-en-Provence, waar ze liever wilden gaan wonen. In Bergen trokken zij in bij Charley Toorop. Rachel had geen goede relatie met haar schoonmoeder. Toorop betuttelde haar man, hoewel ze wel lovend was over de tekenkunst van Rachel en haar zelfs schilderlessen gaf.
Van 9 tot 28 maart 1940 exposeerde het echtpaar Fernhout bij Kunstzaal Van Lier in Amsterdam. Rachel Pellekaan debuteerde hier met haar tekeningen. In juli 1940 verhuisde het echtpaar weer naar Bergen, waar zij als "huisbewaarders" een villa konden betrekken aan het Wiertdijkje in Bergen; de samenwoning met schoonmoeder Charley Toorop was onhoudbaar geworden. Het verblijf in Bergen was niet goed voor de gezondheid van Rachel; het echtpaar had ook constant geldzorgen. Na een medisch onderzoek moest Rachel rust houden en woonde ze enige tijd in De Pauwhof in Wassenaar.
Op 10 juni 1941 onderging Fernhout-Pellekaan een operatie door de gynaecoloog J.A. van Dongen in het Diaconessenhuis in Amsterdam. De operatie werd betaald met het schilderij Vruchten van Edgar Fernhout uit 1937. Haar man had rond die tijd een relatie met een andere vrouw en het lijkt waarschijnlijk dat Rachel en Edgar toen niet meer samenwoonden.
Rachel Fernhout verhuisde hierna van Bergen naar Schoorl in 1942 en woonde vervolgens weer enige tijd in De Pauwhof in Wassenaar. (1942). In het laatste jaar van de oorlog verbleef zij in Haarlem bij bankier Frederik Teding van Berkhout, die ook amateurschilder was. Zij kreeg in deze periode opdrachten van Pauline de Clercq-Waller en Kate ter Horst-Arriëns.
In 1945 woonde ze opnieuw in Schoorl. In 1947, een week nadat op haar verzoek de echtscheiding was uitgesproken, verhuisde zij naar Aix-en-Provence. Zij hertrouwde niet en kocht daar een huis met een grote tuin, Rue du Cancel 16. Ook woonde zij tijdelijk weer in Amsterdam, van november 1948 - januari 1951, aan de Vondelstraat 19, maar ook in Rotterdam, Apeldoorn en Bergen (NH). Zij gaf in deze periode regelmatig Franse les.
In 1953 vertaalde zij enkele hoofdstukken van Het land van herkomst, een autobiografische roman uit 1935 van Eduard du Perron, in het Frans. In totaal vertaalde zij ten minste 18 hoofdstukken van dit boek. Delen van haar werk zouden bewerkt zijn door de Franse schrijver Malraux, maar de vertaling is niet afgemaakt, en delen van de vertaling liggen in het Letterkundig museum in Den Haag.
Later werkte zij in Clermont-Ferrand, tot haar overlijden.

## Werk
Vanaf de jaren dertig werd zij beïnvloed door het nieuwe realisme. In 1940 werd een tekening van haar hand, met de titel Vijgeboom aangekocht door het Gemeentemuseum in Den Haag. Kunstcriticus A.M. Hammacher schrijft in 1940 naar aanleiding van deze tekening het volgende over de stijl van Rachel Fernhout: "Zij kijkt indringend. Elk takje van een struik of boom heeft zij betuurd ... De teekening krijgt daardoor een eigen diepte.... Wij krijgen het gevoel, dat wij overal in kunnen kruipen, overal tusschen glijden."
Mede-illustrator Cornelis Veth vond haar tekeningen in 1940 zeer bijzonder: "... (er is) een groote verscheidenheid in die verschillende landschappen, die blond of grijs, of soms ook zeer beweeglijk van atmosferische werking zijn. Het licht in die ruïne .... heeft zelfs een dramatische werking."
Aan het eind van de Tweede Wereldoorlog, uit de invloedssfeer van Fernhout en diens moeder, tekende zij in opdracht portretten, onder andere van kinderen. Ook tekende ze in opdracht tuinen, in haar zeer gedetailleerde stijl.
Rachel was vooral tekenaar en illustrator. Ze illustreerde clandestien in de Orpheus-reeks bij A.A.M. Stols het in 1942 verschenen Het ezeltje van M. Vasalis. In januari 1945 maakte ze voor De Bezige Bij bij het gedicht Ondergeloopen land van Max Nord een tekening. In 1946 illustreerde ze voor dezelfde uitgever Nord's Strofen uit bezet gebied.
Daarnaast schilderde zij landschappen en stadstaferelen in olieverf. Volgens een andere auteur zijn er geen schilderijen van haar bekend.

## Wetenswaardigheden
- Edgar Fernhout schilderde in 1935 een portret van Rachel dat zich bevindt in de collectie van Museum Boijmans Van Beuningen. Eerder schilderde hij een dubbelportret van zichzelf met Rachel.
- Rachel Fernhout is ook geportretteerd op het werk van Charley Toorop, Maaltijd der Vrienden, ook bij Boijmans Van Beuningen.
- Fotograaf Eva Besnyö, haar schoonzus en tevens collega op de Nieuwe Kunstschool, fotografeerde het huwelijk van Rachel en Edgar.[27][28]
- Hendrik Wiegersma schilderde een portret van Rachel Pellekaan.[29]

- Bibliothèque nationale de France: cb149794647 (data)
- Biografisch Portaal: 45209001
- International Standard Name Identifier: 0000 0000 0254 1602
- Library of Congress Control Number: no2013033589
- Nederlandse Thesaurus van Auteursnamen: 070035210
- RKD-Nederlands Instituut voor Kunstgeschiedenis: 27731
- Virtual International Authority File: 69204767
- WorldCat: E39PBJwhx6xY3QPCfvDtdJRHYP